# Trần Thu Hà
Trần Thu Hà (sinh ngày 26 tháng 8 năm 1977), còn được biết đến với nghệ danh Hà Trần, là một nữ ca sĩ kiêm nhà sản xuất nhạc người Việt Nam. Nổi tiếng với sự biến hóa không ngừng trong nghệ thuật và thử nghiệm những phong cách âm nhạc mới cùng nền tảng kỹ thuật thanh nhạc, khả năng tư duy và sản xuất thu âm, cô được giới chuyên môn đánh giá là một trong những nữ nghệ sĩ Việt Nam xuất sắc nhất trong thế hệ của mình và được công nhận là một trong bốn diva của Việt Nam. Cô từng giành bốn giải Cống hiến (trong đó cô đều thắng giải Album của năm) và một giải Mai Vàng trong suốt sự nghiệp của mình.
Hà Trần được sinh ra trong một gia đình có truyền thống nghệ thuật khi cha của cô là Nghệ sĩ nhân dân Trần Hiếu và mẹ là Nhà giáo Ưu tú Vũ Thúy Huyền. Từ thuở nhỏ, do không có năng khiếu bẩm sinh trong giọng hát nên cô được định hướng cho học piano vào năm 8 tuổi. Năm 10 tuổi, cô lại đỗ thủ khoa hệ sơ cấp thanh nhạc Trường Cao đẳng Nghệ thuật Hà Nội. Năm 1995, sau khi tốt nghiệp hệ trung cấp, Hà tiếp tục theo học và tốt nghiệp cử nhân khoa thanh nhạc Nhạc viện Hà Nội vào năm 2000. Trải qua nhiều năm tập luyện và rèn giũa, giọng hát của Hà đã tiến bộ và cô bắt đầu gặt hái được nhiều giải thưởng trong nước.
Bắt đầu theo đuổi con đường ca sĩ chuyên nghiệp vào năm 1998, Hà Trần ký hợp đồng với Hãng phim Trẻ và tại đây cô đã phát hành một album hợp tác cùng hai album phòng thu nhạc pop. Khởi đầu là album Đánh thức tầm xuân cùng Bằng Kiều và album solo đầu tay Em về tinh khôi (1999). Album đầu tay với đĩa đơn "Em về tinh khôi" và ca khúc gốc bộ phim truyền hình Của để dành, "Lời ru cho con" đã đưa tên tuổi của cô đến gần với công chúng. Tiếp đó, cô cùng Trần Tiến phát hành album hợp tác Tự họa – Chuyện phố bên sông (1999), Hà kết thúc hợp đồng Hãng phim Trẻ khi cho ra mắt album phòng thu thứ hai Bài tình cho giai nhân (2000) cùng với ca khúc "Đêm đông", Hà giới thiệu "Sắc màu" trên Làn Sóng Xanh và "Lời chưa nói" ca khúc gốc cho bộ phim truyền hình Phía trước là bầu trời (2001) đã trở thành các bài hát nổi tiếng của cô. Hà tạo bước ngoặt trong sự nghiệp khi tổ chức buổi biểu diễn Nhật thực (2002) nhằm quảng bá cho album phòng thu thứ ba cùng tên mang đậm phong cách indie pop, trực tiếp đưa cô trở thành diva trẻ tuổi nhất trong làng nhạc nhẹ.
Năm 2004, Hà Trần kết hôn với nhà sản xuất nhạc người Mỹ gốc Việt Bình Đoàn và sau đó cô chuyển sang Mỹ để định cư với chồng, tại đây họ đã thành lập công ty Ha Tran Productions. Cùng năm, Hà thử nghiệm chất liệu jazz cùng Thanh Lam trong album hợp tác Thanh Lam & Hà Trần và album nhạc Trịnh Lời của dòng sông cùng Thu Phương. Sản phẩm đầu tiên của Ha Tran Productions là tuyển tập các bản hits trong sự nghiệp Hà trong album phòng thu thứ tư được sản xuất lại theo phong cách acoustic jazz Hà Trần 98–03 (2005). Tiếp đến, Hà phát hành album phòng thu thứ năm Đối thoại 06 (2006) nhằm khám phá các chất liệu của nhạc điện tử cùng album nhạc xưa đầu tay Tình ca qua thế kỷ (2007) và album hợp tác mang phong cách du ca Trần Tiến (2008). Hà cùng một số đồng sự thử nghiệm nhiều chất liệu nhạc, sản xuất và ra mắt album Vi sinh (2010) cho Whodat và Mầm hạt (2011) cho Super Seed. Sau khi góp mặt trong hai album Cánh cung và Thời gian để yêu của Đỗ Bảo, Hà và anh đã thử nghiệm nhiều thể loại nhạc trong kỷ nguyên Chuyện của mặt trời chuyện của chúng ta (2013), Hà phát hành album nhạc xưa thứ hai Tình ca qua thế kỷ (2014) và cùng Tùng Dương cộng tác trong album hợp tác jazz pop của Giáng Son, Bóng tối Jazz (2015). Tiếp tục, Hà cho phát hành album phòng thu thứ sáu Bản nguyên thuộc thể loại alternative rock và album hợp tác cùng Quang Dũng trong Tình khúc Vũ Thành An – Tình khúc thứ nhất (2016). Năm 2022, Hà tham gia chương trình truyền hình thực tế Ca sĩ mặt nạ mùa 1 và giành vị trí Á quân. Sau hiệu ứng thành công từ chương trình, Hà phát hành album phòng thu thứ bảy Những con sông ngón tay (2024) mang phong cách chủ đạo pop, trong đó đĩa đơn cùng tên đã trở thành ca khúc gốc cho Mai – bộ phim điện ảnh có doanh thu cao nhất mọi thời đại tại Việt Nam. Năm 2025, Hà Trần phát hành album nhạc xưa thứ ba Để em mơ.

## Thời thơ ấu
Trần Thu Hà sinh ngày 26 tháng 8 năm 1977 tại Hà Nội, trong một gia đình có truyền thống nghệ thuật. Cha cô là ca sĩ, nghệ sĩ nhân dân Trần Hiếu và mẹ là nhà giáo ưu tú Vũ Thúy Huyền, cố trưởng khoa thanh nhạc tại Nhạc viện Hà Nội, chú là nhạc sĩ Trần Tiến. Anh trai cô là họa sĩ Trần Vũ Hoàng sinh năm 1960, hiện là phó hiệu trưởng trường Cao đẳng Nghệ thuật Hà Nội, Vũ Hoàng cưới chị gái của nhà sản xuất âm nhạc Trần Thanh Phương – được mệnh danh là "tay chơi đàn hay nhất Việt Nam". Ngoài ra, cháu cô là nhạc sĩ, nhạc công guitar Trần Thắng – thủ lĩnh và là người đã đồng sáng lập nên ban nhạc Ngũ Cung cùng 3 cô cháu gái cũng đi theo nghệ thuật: Trần Hoàng Hà theo ngành điện ảnh, giáo viên piano Trần Ngân Hà và ca sĩ kiêm nhạc sĩ sáng tác bài hát Marzuz (Trần My Anh).
"Tôi đi hát từ những năm 1945, thuộc lớp đầu tiên tham gia phong trào của đội Thiếu nhi Tháng Tám". – Trần Thu Hà chia sẻ trên báo Tuổi Trẻ
Trần Tiến, tạp chí Đẹp, 14 tháng 8 năm 2012.
Lúc còn nhỏ, Hà Trần yêu thích nhiều thứ như làm thơ, viết văn, hội họa và sau cùng mới đến ca hát. Tuy nhiên, cô lại không có chất giọng bẩm sinh xuất sắc. Giọng hát của Hà mỏng, thiếu cá tính, khó định hình, và hay hát phô, do đó nên bố cô không muốn cô theo nghiệp ca hát mà muốn cô trở thành một giảng viên thanh nhạc giống mẹ. Tuy nhiên sau đó chính nghệ sĩ Trần Hiếu cũng nhận ra cá tính mạnh của con gái mình không hợp với nghề giáo, và do đó ông khuyến khích cô tập luyện để khắc phục những nhược điểm trong giọng hát của mình. Cô học múa ở Cung thiếu nhi Hà Nội năm 6 tuổi, tuy nhiên sau đó phải từ bỏ. Năm 8 tuổi, Hà bắt đầu học piano nhưng cũng không thi đỗ và cuối cùng lên 10 tuổi cô thi và đỗ thủ khoa hệ sơ cấp thanh nhạc Trường Cao đẳng Nghệ thuật Hà Nội. Năm 1995, sau khi tốt nghiệp hệ trung cấp, Hà tiếp tục theo học và tốt nghiệp cử nhân khoa thanh nhạc Nhạc viện Hà Nội vào năm 2000.
Trải qua nhiều năm tập luyện và rèn giũa, giọng hát của Hà đã có nhiều tiến bộ. Cô bắt đầu nhận được những giải thưởng đầu tiên: Giải trẻ triển vọng cuộc thi Giọng hát hay Hà Nội 1993; Giải nhất cuộc thi tiếng hát học sinh, sinh viên toàn quốc 1994; Huy chương vàng cuộc thi đơn ca các trường nghệ thuật toàn quốc 1994; Giải ba cuộc thi tìm kiếm tài năng trẻ Tiếng hát Vàng Anh do công ty Horitro (Nhật Bản) tổ chức năm 1995; Giải thưởng Hội Nhạc sĩ Việt Nam cho ca sĩ thể hiện xuất sắc nhất tác phẩm âm nhạc của Hội năm 1996. Năm 1998, cô bắt đầu đi vào con đường ca hát chuyên nghiệp.

## Sự nghiệp

### 1998–2000:Em về tinh khôivàBài tình cho giai nhân
Album đầu tiên cô thực hiện mang tên Đánh thức tầm xuân, hát chung với Bằng Kiều do Hãng phim Trẻ phát hành vào năm 1998, bao gồm sáng tác của các nhạc sĩ Dương Thụ, Bảo Chấn, Trần Tiến, Ngọc Châu và đã tạo được ấn tượng tốt với công chúng, đồng thời trở thành một trong những album bán chạy vào thời điểm đó. Năm 1999, Hà Trần phát hành album phòng thu đầu tay mang tên Em về tinh khôi, do nhạc sĩ Quốc Bảo đảm nhiệm vai trò biên tập và được Hãng phim Trẻ phát hành. Nhiều bài hát trong album này đã được công chúng yêu thích gây được nhiều tiếng vang như: "Em về tinh khôi", "Lời ru cho con", "Tóc gió thôi bay" và "Ngày em đến".
Ngoài hai album trên, cô còn góp giọng ở nhiều album, băng đĩa nhạc khác như Môi hồng đào, Mội hồng đào 2, Môi hồng đào 3, Nghe mưa, Nghe mưa 2, Tình khúc Thanh Tùng, Tình khúc Thanh Tùng 2, Vừa biết dấu yêu, các album của nhạc sĩ Quốc Bảo như Ngồi hát ca bềnh bồng, Vàng son, cùng nhiều album và băng video khác. Cô đã được bầu vào top 10 ca sĩ được yêu thích trên sóng FM Làn sóng xanh liên tiếp các năm 1998–2001. Ngoài ra, Hà Trần còn xuất hiện trong các chương trình Duyên dáng Việt Nam, Đồng vọng bốn mùa, Dòng thời gian, Giải Mai Vàng.
Năm 2000, cô phát hành album phòng thu thứ hai mang tên Bài tình cho giai nhân. Cũng giống như Em về tinh khôi, Bài tình cho giai nhân vẫn là sự kết hợp giữa cô và nhạc sĩ Quốc Bảo, gồm có các sáng tác của Trung Kiên, Trịnh Công Sơn, Dương Thụ, Nguyễn Bình, Vũ Quang Trung, Bảo Phúc, Tường Văn và Quốc Bảo. Sau album này cô kết thúc hợp đồng với hãng phim Trẻ và từ đó cũng đánh dấu một bước tiến mới trong sự nghiệp của cô.
Cũng trong năm 2000, cô ra mắt album chung với nhạc sĩ Trần Tiến mang tên Tự họa. Album đã được thực hiện trong khoảng thời gian gần 2 năm, trong đó tất cả các bài hát đều là những sáng tác của Trần Tiến và được trình bày bởi cả hai người. Tháng 11 năm 2000, cô tham gia liveshow Chiều Hà Nội của nhạc sĩ Vũ Quang Trung, một nhạc sĩ được đánh giá có nhiều bài hát dành cho "cá tính" của Hà Trần. Trước đó, cô từng tham gia album nhạc jazz Lời ru mắt em của Vũ Quang Trung và Trần Mạnh Tuấn năm 1992, tuy không gây tiếng vang vào thời điểm phát hành nhưng bất ngờ được khán giả tìm mua lại vào thời gian này. Ngoài ra, trong thời gian này, cô cũng thu âm bài hát chủ đề cho rất nhiều bộ phim truyền hình như "Lời ru ngàn xưa" cho Giọt nước mắt giữa hai thế kỷ, "Thiên đường nơi ta" cho Thiên đường ở trên cao và "Lời chưa nói" cho phim Phía trước là bầu trời.

### 2001–04:Nhật thựcvà các album hợp tác
Hà Trần và nhạc sĩ Ngọc Đại dự kiến đồng tổ chức một chuyến lưu diễn xuyên Việt mang tên Nhật thực và đồng thời cũng cho ra mắt album phòng thu thứ ba lấy tên Nhật thực trong năm 2002. Chương trình gồm có các sáng tác của nhạc sĩ Ngọc Đại phổ thơ Vi Thùy Linh được thể hiện bởi giọng hát của Hà. Ekip của chương trình gồm có: nhạc sĩ phối khí Đỗ Bảo, ca sĩ Minh Anh - Minh Ánh (nhóm 2M), biên đạo múa Quỳnh Lan, đạo diễn hình ảnh Việt Tú và họa sĩ sân khấu Trần Vũ Hoàng (anh trai Trần Thu Hà). Tháng 12 năm 2001, dự án mới của Hà Trần và nhạc sĩ Ngọc Đại mang tên Nhật thực gặp phải rắc rối khi Cục Nghệ thuật Biểu diễn ra lệnh đình chỉ vì lý do ca từ "trần tục qua mức" và đã "phạm vào không gian văn hóa âm nhạc của người Việt Nam". Vì lẽ đó dự án đã bị hoãn lại để cắt bỏ bài hát và sửa đổi ca từ; 2 bài hát bị cắt bỏ, Tự Tình và Mơ, là những bài hát mở đầu trong một chỉnh thể album concept và được xem là những bài hát có giai điệu đẹp; 2 bài hát bị sửa đổi ca từ là Cây nữ tu và Đừng hát tình ca du mục nữa.
Sau những rắc rối trên chương trình đã được ra mắt vào tháng 4 năm 2002, sau đó là album Nhật thực cũng được phát hành vào tháng 5. Album Nhật thực ban đầu dự kiến gồm 9 bài hát, tuy nhiên hai bài hát "Mơ" và "Tự tình" bị loại bỏ nên danh sách bài hát chính thức chỉ còn 7 bài, trong đó bài "Cây nữ tu" phải sửa lời và đổi tên thành "Ảo ảnh". Nhật thực là một concept album, có nội dung kết cấu xuyên suốt từ đầu đến cuối, với 7 bài hát giống như 7 câu chuyện kể qua lời tâm sự của một cô gái đang yêu, những nghi ngại, tiếc nuối, day dứt, ám ảnh...
Kể từ khi ra mắt, Nhật thực đã gây được tiếng vang lớn bởi thứ âm nhạc mới lạ về cả ca từ, giai điệu, phong cách trình diễn lẫn phối khí. Chương trình đã trở thành một hiện tượng âm nhạc đặc biệt trong năm 2002, đánh dấu sự đổi mới trong phong cách âm nhạc và nghệ thuật trình diễn. Điểm đặc biệt là sự ra đời của Nhật thực đã định hướng khán thính giả biết quan tâm nhiều đến phối khí và đẩy mạnh việc phát triển ê kip âm nhạc ở Việt Nam. Nhật thực cũng đánh dấu mốc quan trọng trong sự nghiệp âm nhạc của Hà Trần và cũng là bước ngoặt trong phong cách của cô: cá tính hơn, đa dạng hơn, tinh quái hơn. Cũng kể từ Nhật thực, vị trí trong làng nhạc của Hà Trần đã lên tới hàng diva.
Tuy nhiên, ngay sau khi tổ chức, thì những rắc rối lại nảy sinh giữa những người thực hiện, cụ thể là bộ ba Ngọc Đại - Trần Thu Hà - Vi Thuỳ Linh. Kết quả là sau Nhật thực 1, Trần Thu Hà tuyên bố rút lui hoàn toàn. Ngọc Đại đã tiếp tục tổ chức Nhật thực 2 vào năm 2003, không có sự tham gia của cô và Vi Thuỳ Linh, mà thay bằng một dàn ca sĩ nổi tiếng như Thanh Lam, Hồ Quỳnh Hương, Linh Dung, Tùng Dương, Khánh Linh, Ngọc Khuê.. Tuy nhiên, cả chương trình biểu diễn và album (với giá đặc biệt chỉ 6000 đồng) đã không đạt được hiệu quả như Nhật thực 1.
Tháng 10 năm 2002, Hà Trần biểu diễn cùng Mỹ Linh tại San Jose, California, Mỹ. Chương trình do tổ chức từ thiện Vnhelp thực hiện với mục đích gây quỹ giúp các học sinh nghèo. Ngoài những bài hát đã gắn với tên tuổi cô thì Hà còn thể hiện một số bài hát tiền chiến, trữ tình như Yêu (Văn Phụng), Hương xưa (Cung Tiến)... Cũng trong thời gian này, ban nhạc Bức Tường đã mời đích danh và duy nhất Hà Trần tham gia liveshow của họ nhưng Hà Trần đã không thể tham gia. Tháng 11 năm 2002, cô biểu diễn cùng ca sĩ nhạc jazz nổi tiếng người Anh Ian Shaw trong chương trình do Hội đồng Anh tổ chức và được đánh giá cao. Cô có hát một số bài hát dân ca ngẫu hứng với phần đệm của Ian Shaw.
Năm 2003, cô hát trong album Bình yên của Quốc Bảo với những bài hát: Bình yên, Gió, Tình ca, Là yêu chưa từng yêu, Tình ơi. Bài hát Bình yên song ca với bố cô - Trần Hiếu - được công chúng yêu thích và đón nhận. Phần thu âm bài hát "Là yêu chưa từng yêu" của cô được nhạc sĩ Nhật Makoto Katoba đưa vào album "Hotel Vietnam". Tháng 4 năm 2003, cô xuất hiện trong liveshow thứ hai của Bức Tường với bài hát "Khám phá" làm bất ngờ nhiều rockfan có mặt tại liveshow đó. Tháng 8 năm 2003, cô được mời làm giám khảo cuộc thi Sao Mai khi cô mới 26 tuổi, giám khảo trẻ tuổi nhất trong lịch sử cuộc thi hát quy mô quốc gia này. Tháng 10 năm 2003, cô tổ chức liveshow trong chương trình Âm nhạc và những người bạn mang tên Sắc màu. Chương trình do Đài truyền hình Việt Nam thực hiện, được phát sóng trực tiếp trên VTV3 và có sự tham gia của Trần Hiếu, Trần Tiến, Thanh Lam, Phương Thanh, Ngọc Anh, nhóm 5 Dòng Kẻ.
Năm 2004, cô hợp tác cùng đàn chị Thanh Lam cho ra mắt album Thanh Lam - Hà Trần, được phối khí bởi DJ Trí Minh (em trai Thanh Lam) và Trần Thanh Phương, một album có chút màu acoustic cùng electronic. Thanh Lam tham gia viết lời và nhạc cho một số bài hát của album. Trần Thu Hà song ca cùng Thanh Lam trong Ngẫu nhiên (Trịnh Công Sơn), Ngày anh đến (Trí Minh và Thanh Lam), Hát cùng em (Niels Lan Doky) và Giấc mơ (Quốc Bảo); hát đơn Sao đổi ngôi (Kim Ngọc), Trái tim lang thang (Thuận Yến, Thanh Lam, Hà Minh Đức) và Chạy trốn (Lê Minh Sơn). Cũng trong năm này, Trần Thu Hà cũng thể hiện 2 bài hát Cho tình yêu bay lên bồng bềnh và Để em mơ trong album Nghiêng nghiêng rừng chiều của nhạc sĩ Nguyễn Cường. Tháng 10 năm 2004, cô xuất hiện trong album Lời của giòng sông - Trịnh Công Sơn và tây ban cầm. Album có 4 bài độc tấu guitar cổ điển, 1 bài song tấu và 8 bài đơn ca trên nền nhạc đệm chủ yếu là guitar, trong đó Hà Trần hát 4 bài Tình xa, Tình nhớ, Mưa hồng, Xin trả nợ người.

### 2004–06:Hà Trần 98–03vàĐối thoại 06
Kể từ khi chuyển sang sống ở Mỹ, cô bắt đầu đi hát trung tâm Thúy Nga và biểu diễn trong chương trình Paris by Night. Cô cũng là ca sĩ hát ru Bắc bộ dùng làm nhạc cho bộ phim điện ảnh Hạt mưa rơi bao lâu.
Năm 2005, cô cho ra mắt album Hà Trần 98–03. Album bao gồm những bài hát quen thuộc đã được phối khí làm mới lại như: Mùa xuân gọi, Phố nghèo, Dòng sông mùa thu, Sắc màu, Chuyện tình thảo nguyên (Trần Tiến), Lời chưa nói (Xuân Phương - nhạc phim Phía trước là bầu trời), Mưa tháng giêng (Việt Hùng - Nguyễn Việt Chiến), Tình ca, Em về tóc xanh, Em về tinh khôi (Quốc Bảo), Hoa gạo (Ngọc Đại - Phan Huyền Thư). Album cũng được phát hành ở Mỹ với tên gọi Sắc màu – Tình ca do Thúy Nga phát hành và thêm một bài là "Tiến thoái lưỡng nan". Tháng 7 năm 2005, cô biểu diễn trong chương trình Miss Vietnamese USA. Tháng 11 năm 2005, cô tham gia chương trình Đêm thần thoại tưởng niệm cố nhạc sĩ Trịnh Công Sơn do Hãng phim Phương Nam tổ chức.
Tháng 9 năm 2006, cô phát hành album phòng thu thứ năm mang tên Đối thoại 06. Album là sản phẩm hoàn chỉnh đầu tiên của Hà Trần Productions, công ty riêng của cô thành lập năm 2005. Đội ngũ thực hiện album bao gồm Hà Trần và nhóm cộng sự: nhạc sĩ Trần Tiến, Nguyễn Xinh Xô, Thanh Phương, Ben Doan (chồng cô), một số cộng sự người Mỹ như 2 kĩ sư âm thanh John Vestman và Max Neutra. Album được thu tại phòng thu Sound Matrix, được Viết Tân Studio phát hành. Sau đó album cũng được phát hành ở Mỹ, và cũng xuất hiện trên một số trang web mua bán online như CDBaby. Cái tên Đối thoại 06 được hiểu là một cuộc đối thoại giữa âm nhạc Đông và Tây, giữa âm nhạc dân gian và nhạc điện tử, giữa hai thế hệ nhạc sĩ trẻ - Nguyễn Xinh Xô - và già - Trần Tiến. Hoà âm mang đậm chất ambient/Hiphop/electronic, được hát trên nền những bài hát của Trần Tiến (Ra ngõ mà yêu, Bình nguyên xa vắng, Mưa bay tháp cổ, Lữ khách sông Hồng và Quê nhà - bài hát acoustic duy nhất) và Nguyễn Xinh Xô (Giấc mơ lạ, Nước sâu). Album còn có ba bản hoà tấu: Tiếng gọi (Ben Doan & Hà Trần), Quê nhà (biểu diễn Thanh Phương), Without (Ben Doan & Ha Tran). Sau khi phát hành, album trở thành một trong những tâm điểm của nhạc Việt trong năm. Album cũng thu hút sự quan tâm của dư luận và cũng nhận được nhiều ý kiến khen chê khác nhau. Hà Trần đã nhận được giải Album của năm trong chuỗi giải thưởng âm nhạc Cống Hiến (Báo Thể thao Văn Hoá).
Ngoài việc phát hành album Đối thoại 06, cô cũng xuất hiện trong album Giao khúc biển cả và núi đồi của nhạc sĩ Văn Tuấn Anh.

### 2007–08:Tình ca qua thế kỷvàTrần Tiến
Năm 2007, cô xuất hiện trong một số chương trình của Paris by Night như các chương trình số 90, 89, 88, 85, 84, 83, 82. Cô song ca với Bằng Kiều trong album thứ tư của anh, Vá lại tình tôi, trong hai nhạc phẩm "Bây giờ tháng mấy" và "Cho quên thu đau thương". Cô đã làm giám khảo trong cuộc thi PBN Talent Show. Hà còn xuất hiện trong album của ca sĩ trẻ Hòa Trần khi song ca bài hát "Lời ru cho con". Cô cùng Thanh Lam và Tùng Dương hát trong album của nhạc sĩ Trần Việt Tân có tựa đề Biệt.
Tháng 7 năm 2007, cô và hãng Thúy Nga phát hành album Tình ca qua thế kỷ. Album gồm có những tình khúc trữ tình, tiền chiến của Từ Công Phụng, Ngọc Bích, Đức Huy, Tùng Giang, Trịnh Công Sơn, Đoàn Chuẩn, Ngô Thụy Miên, Nguyễn Ánh 9, được phối khí bởi các nhạc sĩ Thanh Phương, Nguyễn Xinh Xô, Nguyễn Nhân, Shane Barber. Album có sử dụng một số bản thu đã được thể hiện trong chương trình Paris by Night trước đó như: Liên khúc Tình khúc tháng 6 và Đường xa ướt mưa - hát chung với Bằng Kiều, Cô đơn - Nguyễn Ánh 9, Giọt lệ thiên thu - hát với Khánh Ly, guitar Thanh Phương. Bài hát "Cô đơn" được cô thể hiện rất thành công và được nhạc sĩ Nguyễn Ánh 9 đánh giá là một trong những người thể hiện đúng nhất. Album chỉ được phát hành tại thị trường hải ngoại.
Năm 2008, Hà Trần Production phát hành album tác giả đầu tiên mang tên Trần Tiến. Ngoài Hà Trần, album còn có sự tham gia của Tùng Dương, Hòa T. Trần và David Trần. Ngoài tư cách là nhà sản xuất cho album, album này đã đánh dấu độ chín của giọng hát Hà Trần, đầy đặn và tinh tế, đồng thời vẽ chân dung tác giả Trần Tiến chân thực và khác biệt. Hà Trần đã vận dụng giọng hát của mình một cách khéo léo, giọng của cô được sử dụng như một nhạc cụ với lối hát tự nhiên cân bằng, ít phô diễn kỹ thuật. Album Trần Tiến được sắp xếp với ý tưởng xuyên suốt với các mảng màu và đề tài khác nhau nhằm khắc họa rõ nét tính cách Trần Tiến, điều tưởng chừng khó thực hiện được với chỉ một album. Tháng 9 năm 2008, cô tiếp tục tham gia album riêng thứ hai của nhạc sĩ Đỗ Bảo Thời gian để yêu. Hai bài hát Bài ca tháng 6 và Câu trả lời tưởng chừng là 2 bài hát khó nghe nhưng lại gây hào hứng cho người nghe ngay sau khi phát hành. bài hát Bài ca tháng 6 được cô thể hiện rất thành công và được nhạc sĩ Đỗ Bảo gọi là sự đồng cảm giữa người hát và người sáng tác. Cuối năm 2008, cô xuất hiện trong PBN95 với bài hát Ra ngõ mà yêu. Cả hai album đều được đề cử ở hạng mục Album của năm của Giải Cống Hiến, Thời gian để yêu đã giành chiến thắng sát nút Trần Tiến với cách biệt vẻn vẹn 6 phiếu bầu.

### 2009–11:Vi sinh, Mầm hạt, Thập kỷ yêuvà cuộc sống hôn nhân
Năm 2009 là một năm khá yên ắng với Hà Trần nói riêng và âm nhạc Việt Nam nói chung. Hà vẫn tham gia các chương trình Thuý Nga Paris By Night có chọn lọc tại Mỹ và trở về Việt Nam thực hiện một vài chương trình ca nhạc lớn như Khúc giao mùa, Bóng ai qua thềm, Duyên dáng Việt Nam 21...
Tháng 12, 2009 bài hát "Diệp lục", do Bình Đoàn, Ý Nhi và Hà Trần sáng tác, tham dự Bài hát Việt và giành giải Khán giả bình chọn. Đây là bài hát viết về mối quan hệ giữa con người và thiên nhiên và nằm trong album Vi sinh.
Tháng 3 năm 2010, Hatranproduction phát hành album Vi sinh (Minimal Beast) tại Mỹ. Đây là album riêng của nhóm nhạc Whodat, trong đó Hà Trần có thể hiện 4 bài hát bằng tiếng Anh và tiếng Việt.
Năm 2011 Hà Trần mang thai con gái đầu lòng. Tuy nhiên, không hề có sự "im hơi lặng tiếng" nào. Tháng 8, cô về nước và phát hành cùng lúc bộ sản phẩm gồm 2 album Vi sinh (Minimal Beast) và Mầm hạt (Seedhead) cùng tập thơ Thập Kỷ Yêu. Về 2 album, cô tham gia với tư cách nhà sản xuất, chơi nhạc cụ, hát bè và hát một số Bài hát. Vi sinh mượn không gian âm nhạc điện tử để chia sẻ những trăn trở về một xã hội văn minh. Mầm hạt là hành trình của một con người tự giải đáp những phức tạp của đời sống nội tâm để có thể tái sinh và tạo nên những mầm hạt mới. Còn Thập kỷ yêu lại là tập thơ gồm những bài thơ cô đã sáng tác trong vòng 20 năm, thơ của Hà Trần mang hơi thở hiện đại, giàu nhạc điệu và không khuôn thước. Hà Trần chia sẻ không ra mắt tập thơ không phải để nhận thêm "danh hiệu" nhà thơ mà chỉ để chia sẻ với những khán giả yêu mến mình những tâm tư và suy nghĩ của cô trong thời gian qua. Ngoài những bài thơ của ca sĩ, tập thơ còn được trình bày bởi Dzũng Yoko với những bức hình minh họa ẩn dụ và độc đáo.
Tháng 9 năm 2011, Hà Trần tham gia chương trình Không Gian Âm nhạc do Đạo diễn Việt Tú thực hiện. Liveshow Đốt Lên Thành Lửa kết hợp giữa Hà Trần và ban nhạc Ngũ Cung với hơn 30 bài hát dự định sẽ là một bữa tiệc âm nhạc với 3 đêm liên tiếp. Tuy nhiên, do Hà đang mang thai ở tháng thứ 7 cộng với việc di chuyển liên tục khi về Việt Nam ra mắt bộ sản phẩm trên, cô đã bị cảm. Đêm diễn đầu tiên Hà bị mất giọng và chỉ cố gắng hát được một nửa chương trình. Lần đầu tiên trong lịch sử showbiz Việt, ban tổ chức liveshow trả lại tiền vé cho khán giả và dời lịch diễn sang 1 tuần sau đó. Bất chấp việc không thành công ở đêm diễn đầu tiên và những bình luận đầy ác ý của một số trang mạng và báo chí trong nước, Hà Trần đã trở lại, bùng nổ và chinh phục khán giả hoàn toàn ở 2 đêm diễn sau.
Tháng 10 năm 2011, cư dân mạng dấy lên nghi ngờ vì sự giống nhau giữa hai bài hát "Princess of China" của Coldplay và Rihanna (phát hành năm 2011) và "Ra ngõ tụng kinh" (phát hành năm 2008). Với Princess of China, bìa đĩa của Coldplay đã ghi rõ bài hát này có sử dụng một đoạn nhạc bài Takk của Sigur Ros, còn Ra ngõ thì không có ghi thông tin gì. Không những vậy, báo chí còn tìm ra được nhiều đoạn nhạc trong Ra ngõ tụng kinh có điểm tương đồng với Shake Ya Tail feather của Nelly, P. Diddy và Murphy Lee (phát hành năm 2003) cùng với đoạn nhạc Đốn củi của thổ dân Tomahawk (Tomahawk Chop). Nhạc sĩ Thanh Phương, người phối nhạc Ra ngõ tụng kinh, khẳng định "chưa hề nghe qua những đoạn nhạc kể trên". Sự việc trở nên căng thẳng khi nhiều báo chí nước ngoài cũng đã lên tiếng về vụ việc này. Trong nước, bên cạnh những ý kiến ủng hộ Hà Trần cũng không ít những ký kiến và quan điểm đầy ác ý cho rằng cô đang lợi dụng sự kiện này để lấy danh tiếng. Vấn đề trở nên rắc rối và khó xác định vì bài "Takk" mà Coldplay sử dụng chỉ có dính đến phần background của Princess of China trong khi đó việc tương đồng rõ ràng với Ra Ngõ Tụng Kinh lại là đoạn hook và hòa âm. Sau khi một số bài báo đã phân tích kỹ lưỡng cho thấy sự giống nhau giữa Ra ngõ tụng kinh và Princess of China và sự khác biệt của 2 bài hát này với Shake Ya Tail Feather và Tomahawk Chop Song, vụ việc lắng dần. Về phía Hà Trần, cô chính thức lên tiếng tháng 11 năm 2011 trên kênh Nguoivietonline tại Hải Ngoại. Theo thông tin trả lời phỏng vấn của Hà Trần, đại diện của ban nhạc Coldplay là Dave Holmes đã liên lạc với cô và khẳng định họ không đạo nhạc, việc giống nhau giữa hai bài hát là ngẫu nhiên. Về phía Hà Trần, cô cũng đã trả lời Dave Holmes rằng chưa hề có ý định kiện tụng và đang chuẩn bị sinh con nên không muốn có những phiền phức.

### 2012–14:Chuyện của mặt trời – Chuyện của chúng tavàTình ca qua thế kỷ, Vol 2

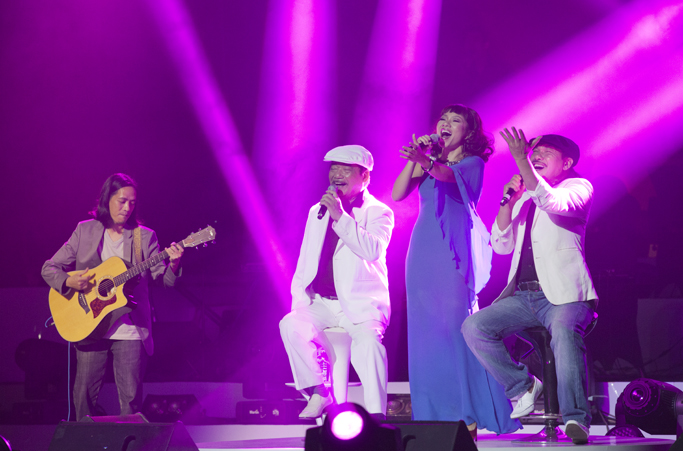
Trần Thu Hà trình diễn cùng Trần Tiến và Trần Hiếu trong đêm diễn tại Hà Nội vào tháng 8 năm 2012.

Tháng 4 năm 2012, Hà Trần về nước tham gia Chương trình Lung linh Sắc Việt tại Đà Nẵng và có một Minishow tại phòng trà WE. Ngày 11 và 12 tháng 8 năm 2012, cô cùng Tấn Minh, Đinh Mạnh Ninh và Tô Minh Đức tham gia Liveshow Trần Tiến: "Như chờ từng giấc mơ" trong chuỗi Chương trình In the Spotlight của công ty Mỹ Thanh tổ chức. Sự trở lại của Hà Trần là đáng giá và cũng xứng đáng cho những gì khán giả chờ đợi trong thời gian dài cô hoạt động tại hải ngoại. Trước thời điểm diễn 5 ngày, vé đã hoàn toàn bán hết đêm đầu và 2/3 đêm thứ 2, điều này được lý giải vì sự vắng mặt quá lâu của diva hải ngoại, cũng như tên tuổi quá lớn của nhạc sĩ Trần Tiến, điều đảm bảo tuyệt đối thu hút khán giả đến xem.
Tháng 12 năm 2012, Hà Trần và Hòa Trần đã tổ chức chương trình Tự Họa tại Mỹ để tri ân khán giả ở nước ngoài. Cũng trong thời gian này, Hà Trần tiếp tục tham gia Chương trình Mùa đông Concert cùng Bằng Kiều, Hồng Nhung và Tùng Dương. Những bản song ca của Hà Trần với Tùng Dương và Bằng Kiều đã trở thành những điểm nhấn của chương trình. Tháng 1 năm 2013, Hà Trần giới thiệu bài hát "Đôi tay mẹ" do nhạc sĩ Thanh Phương sáng tác và bài hát được khán giả đón nhận nhiệt tình, do đó Hà đã tham gia chương trình Bài hát yêu thích để trình diễn bài hát này.
Tháng 3 năm 2013, Hà Trần giới thiệu bài hát Mẹ tôi do nhạc sĩ Trần Tiến sáng tác, bài hát gây xúc động mạnh và nhanh chóng được đón nhận. Cũng trong tháng này, Hà tham gia đêm nhạc Thanh Tùng - Chuyện Tình Của Biển do Công ty Mỹ Thanh thực hiện. Trong đêm nhạc còn có sự tham gia của ca sĩ Tấn Minh, Uyên Linh và Đông Hùng. Điểm nhấn của chương trình còn nằm ở những màn kết hợp đã tai, đã mắt: Uyên Linh - Hà Trần với Em và tôi, tứ ca Uyên Linh - Hà Trần - Tấn Minh - Đông Hùng khoe giọng với Giọt sương trên mí mắt, Ngôi sao cô đơn và Hà Trần - Tấn Minh với Hoa tím ngoài sân
Tháng 5 năm 2013, Hà Trần cùng nhạc sĩ Quốc Trung và ca sĩ Thanh Lam thực hiện chương trình Cầm tay mùa hè. Có thể nói Cầm tay mùa hè là dịp hiếm có để Hà thể hiện sở trường về nhạc điện tử. Đêm nhạc Cầm tay mùa hè có thể gọi là đêm của Hà Trần. Hà đã tạo ra một sắc màu không thể trộn lẫn, giọng hát tung tẩy, nhưng góc cạnh, tràn trề năng lượng.
Cũng trong thời gian này, Hà Trần cùng người bạn thân Đỗ Bảo thực hiện album chung Cánh cung 3 với tên gọi Chuyện của mặt trời – Chuyện của chúng ta. Album được phát hành vào ngày 15 tháng 8 năm 2013 với quá trình 18 tháng thu âm sản xuất và 10 ngày hậu kỳ. Mặc dù album không được tổ chức họp báo để ra mắt chính thức nhưng Chuyện của mặt trời – Chuyện của chúng ta vẫn có được thành công lớn chuyên môn cũng như thương mại.  Album giúp Đỗ Bảo lần thứ 2 có được cú đúp tại giải Cống hiến vào năm 2014 với danh hiệu "Nhạc sĩ của năm" và "Album của năm". Về album này, Hà Trần chia sẻ: "Vì chỉ có hai người làm nên cảm xúc xuyên suốt, tương đối mạch lạc trong tư duy và cách thể hiện, bài hát nhiều màu sắc đa dạng phong phú, trên hết là một thái độ âm nhạc bình thản nhưng có trọng lượng. Tôi cho rằng đó là một điều rất thiếu hiện nay, tức là tạo ra những sản phẩm chuẩn mực, có chiều sâu, có nghề qua một cách nói đơn giản, không dùng chiêu trò, không hù doạ, không tô vẽ thêm...".
Tháng 9 năm 2013, Hà Trần và Hòa Trần tiếp tục thực hiện Tự Họa tại Houston để gây quỹ cho trẻ em tỵ nạn và mồ côi vùng Hy Mã Lạp Sơn. Ngày 8 tháng 12 năm 2013, Hà Trần về nước tham gia Liveshow Cánh cung – Đỗ Bảo – Live in Hanoi kỷ niệm 20 năm sáng tác của người bạn thân Đỗ Bảo tại Cung văn hóa Hữu nghị Hà Nội. Trong liveshow này, Hà Trần có hát các Bài hát: Cầu Vồng Đêm Mưa, Bài Ca Cây Đàn, Đôi Giầy Lười, Đỉnh Núi Lãng Quên, Câu Trả Lời, Chuyện Của Mặt Trời - Chuyện Của Chúng Ta...Một phần của chương trình được Hà Trần và Đỗ Bảo tái hiện không lâu sau tại phòng trà We thành phố Hồ Chí Minh. Nối tiếp thành công của Liveshow Cánh Cung, Liveshow Chuyện Của Mặt Trời - Chuyện Của Chúng Ta dự định được tiến hành năm 2014 nhưng vì cả hai đều quá bận rộn với công việc riêng nên dự án này hoãn lại. Hà tham gia đều đặn các chương trình âm nhạc tại Việt Nam như Hương Tết Việt, Ru tình...
Tháng 8 năm 2014, Hà cùng Tùng Dương thực hiện show Gọi yêu. Đặc biệt khán giả yêu quý Hà Trần không chỉ thấy ở cô sự nổi loạn, ngẫu hứng mà còn là một con người dễ xúc động, chân thành và giản dị. Trong liveshow, cô 2 lần khóc khi nhắc tới mẹ và những người bạn thân thiết trong nghề. Tháng 9 năm 2014, Hà trình diễn bài hát Bài Ca Hy Vọng trong chương trình Giai điệu tự hào và lập tức nổ ra cuộc tranh luận về cách trình bày khác biệt của cô. Tháng 10 năm 2014 Hà tham gia Monsoon Music Festival, phần trình diễn của Hà Trần được báo chí gọi là phần trình diễn đốt cháy sân khấu. Ngày 12/12 năm 2014, Hà Trần tái hợp với Ngũ Cung trong liveshow Cao nguyên đá.
Ngày 18/12 năm 2014, Hà Trần phát hành album Tình ca qua thế kỷ, Vol 2. Album mới nhất với những tình khúc của Lam Phương, Y Vân, Từ Công Phụng, Nguyễn Ánh 9, Cung Tiến, Anh Bằng. 14 bài hát quen thuộc nhưng không hề tạo màu sắc cũ kỹ. Ngược lại toàn bộ các track nhạc được hoà âm mới theo cách phong cách đa dạng: jazz, latin, semiclassic, acoustic... tươi mới và tràn đầy năng lượng. Có mặt tại họp báo ca sĩ Thanh Lam cho biết: "Với âm nhạc, nói nhiều thế nào cũng không đủ, nên tôi chỉ chia sẻ ngắn gọn bằng một từ: Quá hay!". Ở góc độ nghề nghiệp, Thanh Lam cho biết, chị vẫn luôn tin tưởng và kỳ vọng Hà Trần sẽ dồi dào sức sáng tạo với âm nhạc, dẫn đầu xu hướng mà không bị xuôi theo thị hiếu.

### 2015–20:Bóng tối JazzvàBản nguyên
Tháng 1 năm 2015 Hà tham gia biểu diễn tại chuỗi chương trình ca nhạc Rock Storm tại Đà Nẵng, Biên Hòa và Hà Nội để giới thiệu dự án Bản nguyên. Đây là dự án nhạc rock điện tử do Hà Trần phối hợp với nhạc sĩ Thanh Phương và Quốc Trung thực hiện trên nền tảng những bài hát do Dominik và Hoàng Quân viết.Không giống như các album khác, Bản Nguyên khi đi từ phòng thu lên sân khấu mà lại làm ngược lại, "trình diễn live trước rồi mới thu âm". Nữ ca sĩ chia sẻ: "Album này nó bị thực hiện ngược. Với Bản nguyên, chúng tôi đã đi tour trước sau đó mới vào làm việc trong phòng thu. Chúng tôi được thử lửa qua chương trình Rock Storm và lần này vào phòng thu thì nó đã khác đi rất nhiều". Cũng trong tháng 1 năm 2015, Hà Trần xuất hiện trong chương trình Tình Bolero của Đài Truyền hình Vĩnh Long và lại tiếp tục gây tranh cãi khi trình diễn bài hát "Xin thời gian qua mau" của Lam Phương khác lạ hoàn toàn so với những ca sĩ trước đây. Đồng thời, Hà Trần cùng Thanh Lam và Tùng Dương diễn trong chương trình Yêu tại Hà Nội. Tháng 3, 2015, Hà Trần tham gia đêm nhạc Để nhớ một thời với Bằng Kiều, Tấn Minh và Mỹ Linh. Đồng thời, Hà Trần cũng là đại sứ cho chiến dịch HeforShe, góp phần khuyến khích nam giới lên tiếng chống lại những bất bình đẳng mà phụ nữ và trẻ em gái phải đối mặt hàng ngày.
Ngày 16 tháng 10 năm 2015, Hà Trần tổ chức buổi họp báo ra mắt Bóng tối Jazz, một sản phẩm cộng tác giữa Hà và nghệ sĩ Giáng Son, cùng với sự góp giọng của nam ca sĩ Tùng Dương. Cô cũng tham gia hai buổi giao lưu và ký tặng album cùng Giáng Son ở Thành phố Hồ Chí Minh và Hà Nội lần lượt vào hai ngày 13 và 14 tháng 11 năm 2015. Cũng trong ngày 16 tháng 10 năm 2015, Hà Trần tổ chức buổi ký tặng đĩa đơn Bản nguyên Single tại Thành phố Hồ Chí Minh, đĩa đơn mở đầu cho quá trình quảng bá cho album Bản nguyên sắp ra mắt. Ngày 1 tháng 9, nhóm phát triển game Việt GOYA Studio đã tham gia Bluebird Award 2015 với ứng dụng Bản Nguyên Journey Lite. Chất liệu chính cho game là album nhạc rock của nhóm Bản Nguyên, nhóm đã gây bất ngờ tại RockStorm7 khi xuất hiện với là Hà Trần. Trong trò chơi, người chơi không chỉ cảm nhận Bản Nguyên trong từng nhịp điệu mà còn được phiêu lưu vào thế giới thị giác huyền ảo đầy mê hoặc được hình tượng hoá từ ý tưởng của những bài hát trong album. Hơn thế, người chơi còn được bước vào hành trình tìm kiếm bản nguyên của Hà Trần qua những miền đất sáng tạo. Cùng năm đó, dự án Bản Nguyên của Hà Trần hợp tác với bộ đôi tác giả Dominik & Hoàng Quân nhận được giải thưởng Album Xuất Sắc Nhất năm tại giải thưởng Cống Hiến (do Báo Thể Thao & Văn Hóa tổ chức). Hai tác giả lên sân khấu nhận giải thưởng thay cho Hà Trần do cô đang ở Mỹ không về nhận giải được.

### 2021–nay:Những con sông ngón tay

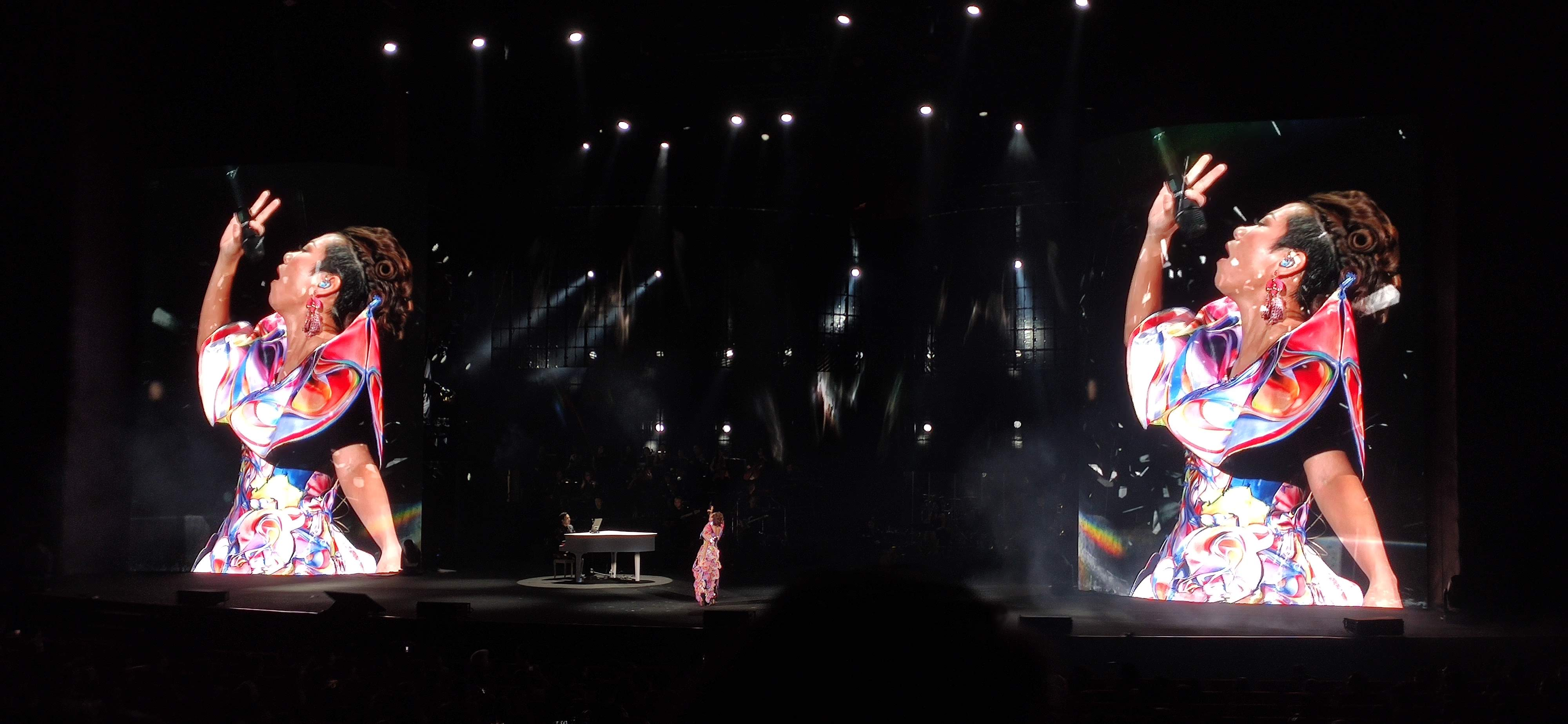
Ca sĩ Trần Thu Hà trình diễn tại liveshow Một mình bao la (2023) của nhạc sĩ Đỗ Bảo

Ngày 31 tháng 1 năm 2021, trong chương trình Ký ức vui vẻ, Hà Trần tiết lộ cô đã sáng tác được nửa album nhạc mới, trong đó có một bài phổ theo lời bài thơ cô từng viết và ba bài hát là sáng tác mới. Ngày 9 tháng 2 năm 2021, Hà Trần khởi động dự án âm nhạc của năm 2021, đồng thời xác nhận tên album phòng thu thứ bảy của mình sẽ là Những con sông ngón tay. Cô cũng cho biết album mới dự kiến sẽ bao gồm 12 bài hát là các sáng tác của hai tác giả Trần Đức Minh và Phan Lê Hà. Ngày 19 tháng 3 cùng năm, Hà Trần xác nhận Những con sông ngón tay sẽ phát hành trong tháng 8 năm 2021, với đĩa đơn đầu tiên mang tên "Mộng" được phát hành trước đó vào tháng 4. Video âm nhạc của "Mộng" cũng được ghi hình vào đầu tháng 3 năm 2021.
Năm 2023, cô tham chương trình truyền hình thực tế "La cà hát ca" tại Nghệ An và Hà Tĩnh.

## Phong cách nghệ thuật

#### Phong cách âm nhạc
Đối với Hà Trần, ở mỗi album mới của cô đều là sự phát triển của những album trước, "Sự biến đổi phải dựa trên những nền móng đã được xây dựng sẵn". Nhà sản xuất nhạc Trần Thanh Phương là người cộng sự lâu năm của cô.

#### Giọng hát
Báo điện tử Dân trí, 16 tháng 8 năm 2006.
- Loại giọng: Light Lirico Soprano (Nữ cao trữ tình sáng mảnh)
- Quãng giọng: B2 ~ C6 ~ D6 (3 quãng tám 1 nốt 1 bán âm)
- Consist range (prime): E3 ~ C5/C#5 ~ F5/F#5

Khởi đầu với một giọng hát bẩm sinh mỏng yếu, âm sắc nhạt nhoà. Hà Trần từng thừa nhận: "So về giọng hát thì giọng hát bẩm sinh của tôi không thể đặc biệt, trù phú được như ba chị Thanh Lam, Hồng Nhung và Mỹ Linh, cho nên tôi phải lấy nhiều thứ khác bù vào". Lúc này, Hà tập luyện song song kỹ thuật thanh nhạc cổ điển và kỹ thuật ứng tác nhạc pop. Ca sĩ Trần Hiếu cũng là người thầy của Hà từng chia sẻ rằng: "[...] tôi luôn hỗ trợ con gái từng bước... Hà học được từ của bố, cái tự phủ nhận, để có dáng dấp riêng của mình".
Qua nhiều năm nỗ lực phấn đấu, rèn luyện với nền tảng là một gia đình nghệ thuật, Hà thay đổi từ giọng hát bẩm sinh nhiều khiếm khuyết để "trở thành một trong những giọng nữ đẹp nhất Việt Nam hiện nay" với lối hát phá cách và kỹ thuật điêu luyện. Cô luôn biết vận dụng kỹ thuật vào bài hát mình thể hiện một cách tinh tế, không phô trương mà vẫn dễ chịu. Nhạc sĩ Quốc Bảo dùng mỹ từ "vương giả" để khen ngợi về cách hát của Hà: "[...] cái tôi nghệ sĩ rất mạnh. Cô ấy biến những gì không thể thành có thể, và hát gì đi nữa thì vẫn là cô ấy, dễ nhận biết, đưa bài hát đi tới một chân trời khác". Nhạc sĩ Trần Thanh Phương cho rằng cô "biết nhường nhịn và phối hợp với bạn diễn để tạo ra những cảm xúc thăng hoa nhất". Nhạc sĩ Dương Cầm thì khen ngợi ở "cách xử lí mang hơi thở hiện đại, văn minh" và công nhận giọng hát của Hà cho dự án Chuyện của mặt trời – Chuyện của chúng ta.
Trong thị trường âm nhạc Việt Nam, Hà Trần là giọng nữ cao hiếm hoi có thể hát đẹp, thoải mái trên quãng trầm, và xuống được những nốt rất trầm trong quãng giọng. Thành công này không đến từ khả năng bẩm sinh mà nằm ở chính sự khổ luyện bền bỉ của cô. Do vậy, Hà vẫn luôn xứng đáng là tấm gương sáng cho các thế hệ ca sĩ đàn em học hỏi.

## Di sản
Tóc Tiên, Trấn Thành, Marzuz, Nân từng chia sẻ Hà Trần chính là thần tượng của họ.

## Giải thưởng

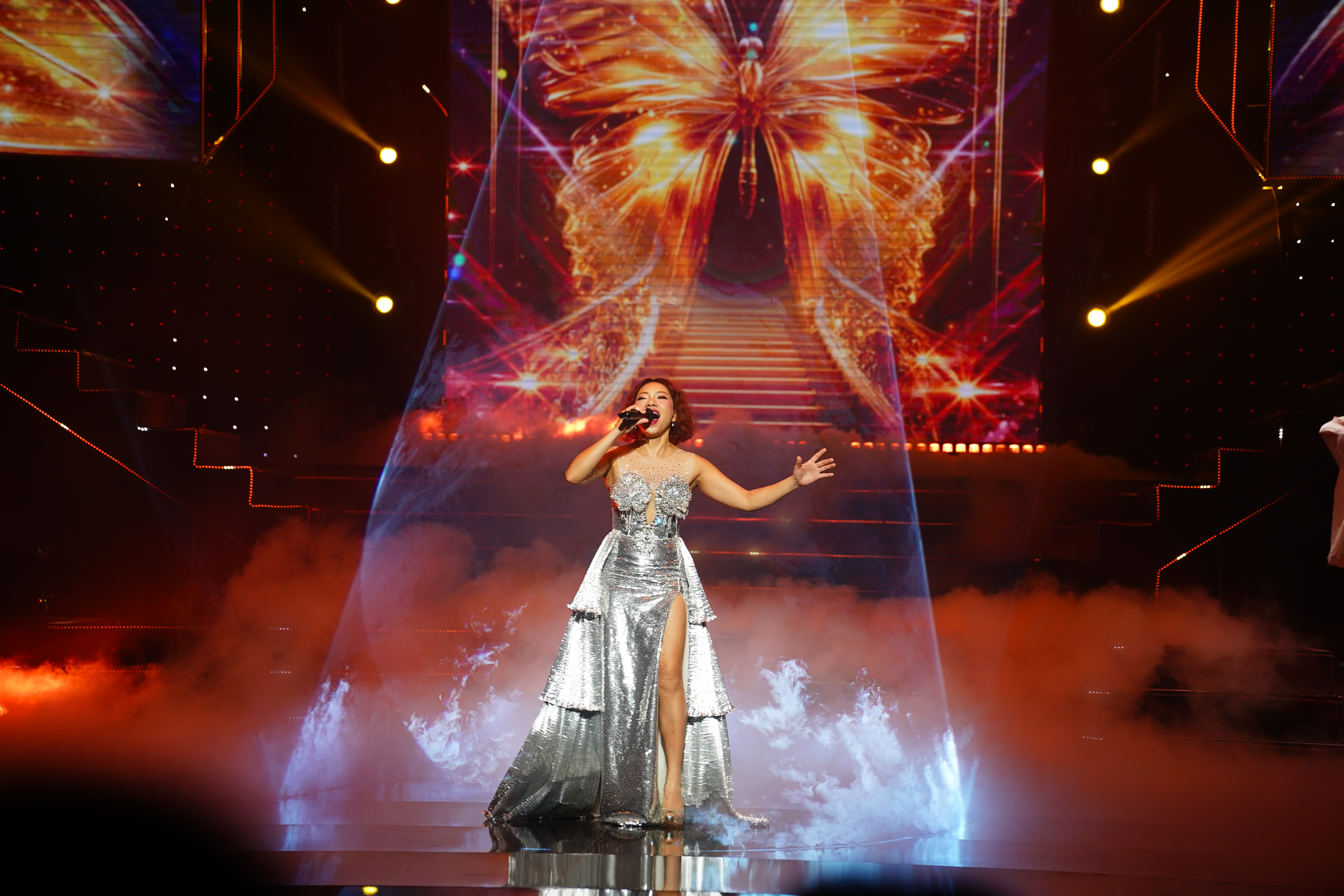
Ca sĩ Trần Thu Hà trên sân khấu VTV Awards 2025

- Giải trẻ triển vọng cuộc thi Giọng hát hay Hà Nội 1993.
- Giải nhất cuộc thi tiếng hát học sinh, sinh viên toàn quốc 1994.
- Huy chương Vàng cuộc thi đơn ca các trường nghệ thuật toàn quốc 1994.
- Giải ba cuộc thi tìm kiếm tài năng trẻ Tiếng hát Vàng Anh do công ty Horitro (Nhật Bản) tổ chức năm 1995.
- Giải thưởng Hội Nhạc sĩ Việt Nam cho ca sĩ thể hiện xuất sắc nhất tác phẩm âm nhạc của Hội năm 1996.
- Lọt vào top 10 ca sĩ được yêu thích trên Làn sóng xanh các năm 1998-2001.
- Giải Mai Vàng Nữ ca sĩ yêu thích nhất với bài hát Sắc màu năm 2000[75]
- Album Nhật Thực thực hiện cùng Ngọc Đại, Đỗ Bảo và Vi Thùy Linh được bầu chọn là sự kiện văn hóa tiêu biểu của năm 2002.
- Clip ca nhạc yêu thích của VTV - Bài hát tôi yêu với bài hát Chuyện tình thảo nguyên năm 2003.[76]
- Đề cử hạng mục Album của năm tại Giải thưởng Cống hiến 2004 cho Thanh Lam - Hà Trần.
- Giải Album của năm tại Giải thưởng Cống hiến 2006 cho Đối thoại 06.
- Đề cử hạng mục Album của năm tại Giải thưởng Cống hiến 2008 cho Trần Tiến với Trần Tiến, Trần Thu Hà, Tùng Dương, Trần Thái Hòa, David Trần, Thanh Phương và Tran's Gang.
- Giải Album của năm tại Giải thưởng Cống hiến 2013 cho Chuyện của mặt trời – Chuyện của chúng ta với Đỗ Bảo và đề cử hạng mục Ca sĩ của năm.
- Giải Album của năm tại Giải thưởng Cống hiến 2015 cho Bóng tối Jazz với Giáng Sol và Tùng Dương và đề cử hạng mục Ca sĩ của năm.
- Giải Album của năm tại Giải thưởng Cống hiến 2016 cho Bản nguyên và đề cử hạng mục Ca sĩ của năm.
- Á quân chương trình Ca sĩ mặt nạ (mùa 1) với mascot Phượng Hoàng Lửa

## Đời tư
Thuở nhỏ, Hà rất thân thiết với người mẹ của mình, trong khi bố cô, Nghệ sĩ Nhân dân Trần Hiếu, lại thường xuyên vắng nhà và không thực sự gần gũi với cô. Hà Trần gọi bố cô là "một người đàn ông vụng về trong những cư xử gia đình, xã hội". Tuy nhiên, sau khi theo sự nghiệp ca hát giống cha, cô đã có sự đồng cảm và gắn bó với bố hơn. Năm 14 tuổi, mẹ cô qua đời. Sự mất mát đó đã ảnh hưởng lớn đến tinh thần của cô và cho đến sau này khi lấy chồng, sinh con, Hà Trần vẫn chưa thoát khỏi nỗi cô đơn do sự ra đi quá sớm của mẹ. Hà Trần rất thân thiết với người chú của mình, nhạc sĩ Trần Tiến và cô chịu ảnh hưởng từ chuyến phiêu lưu trong những bài hát du ca của ông.
Hà Trần từng chơi thân với Mỹ Linh thời trẻ.
Hà Trần kết hôn vào tháng 1 năm 2004 với nhà sản xuất nhạc người Mỹ gốc Việt, Bình Đoàn, sau đó cô đã chuyển sang Mỹ để định cư với chồng. Bố chồng cô là Đoàn Văn Toại. Ngày 26 tháng 12 năm 2011, họ sinh con gái tên Nala Yến Đoàn.

## Danh sách đĩa nhạc
| Album phòng thu - Em về tinh khôi (1999) - Bài tình cho giai nhân (2000) - Nhật thực (2002) - Hà Trần 98–03 (2005) - Đối thoại 06 (2006) - Bản nguyên (2016) - Những con sông ngón tay (2024) | Album hợp tác - Đánh thức tầm xuân (1998) cùng Bằng Kiều - Tự họa – Chuyện phố bên sông (1999) cùng Trần Tiến - Một ngày mùa đông (1999) cùng Bằng Kiều - Giấc mơ tuyệt vời (2000) cùng Bằng Kiều - Thanh Lam & Hà Trần (2004) cùng Thanh Lam - Lời của giòng sông (2004) cùng Thu Phương - Trần Tiến (2008) - Chuyện của mặt trời – Chuyện của chúng ta (2013) cùng Đỗ Bảo - Bóng tối Jazz (2015) cùng Giáng Son và Tùng Dương - Tình khúc Vũ Thành An: Tình khúc thứ nhất (2016) cùng Quang Dũng |

## Biểu diễn trực tiếp
- 12-13/4/2002: Nhật thực tại Cung Văn hóa Lao động Hữu nghị Việt Xô.
- 05/10/2003: Trần Thu Hà và sắc màu tại Sân khấu Lan Anh, Thành phố Hồ Chí Minh.
- 03/10/2015: Trần gia nhã nhạc – Chuyện phố bên sông tại Cung Văn hóa Lao động Hữu nghị Việt Xô.[84]
- 30/09/2016: In the Spotlight: Hà Trần hát Trần Tiến tại Cung Văn hóa Lao động Hữu nghị Việt Xô.[85]
- 10 và 24/04/2024: 30 Years Live Concert – Thiên hà tinh khôi tại Nhà thi đấu Quân khu 7 và Cung Thể thao Điền kinh.[86]